# Muralla de Urueña
La Muralla de Urueña, que es correspondiente al siglo XII, está situada en dicho municipio vallisoletano, Castilla y León (España).

## Descripción
La muralla que rodea la ciudad es de los siglos XII y XIII, de mampostería franqueada de trecho en trecho por cubos semicilíndricos. Se conserva el 80% del recinto amurallado, cubriendo una superficie de casi 7 hectáreas, de forma irregular. Se adapta al escarpado borde del páramo donde se asienta la villa. Está toda ella almenada y recorrida por camino de adarve.
Tiene dos puertas. La principal, Puerta del Azogue, se abre al norte, y es la típica puerta construida en codo, para mejor defensa de posibles invasores. La otra puerta está al sur, frontera a la anterior; es el Arco de la Villa, menos protegida desde el punto de vista arquitectónico pues por esa parte el páramo cae de manera abrupta hasta el valle.

## Galería

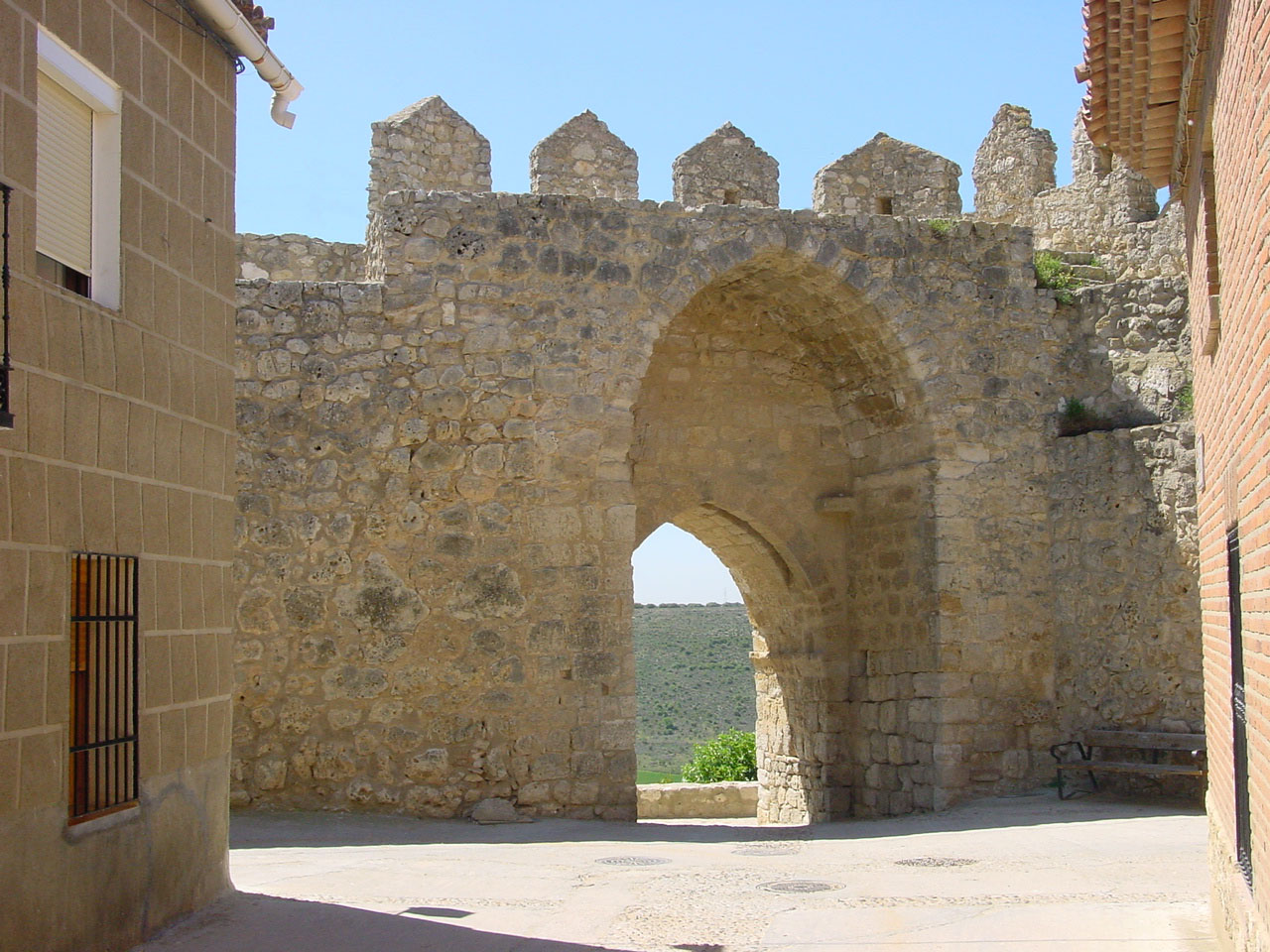
Puerta de la Villa en la muralla por la parte sur.
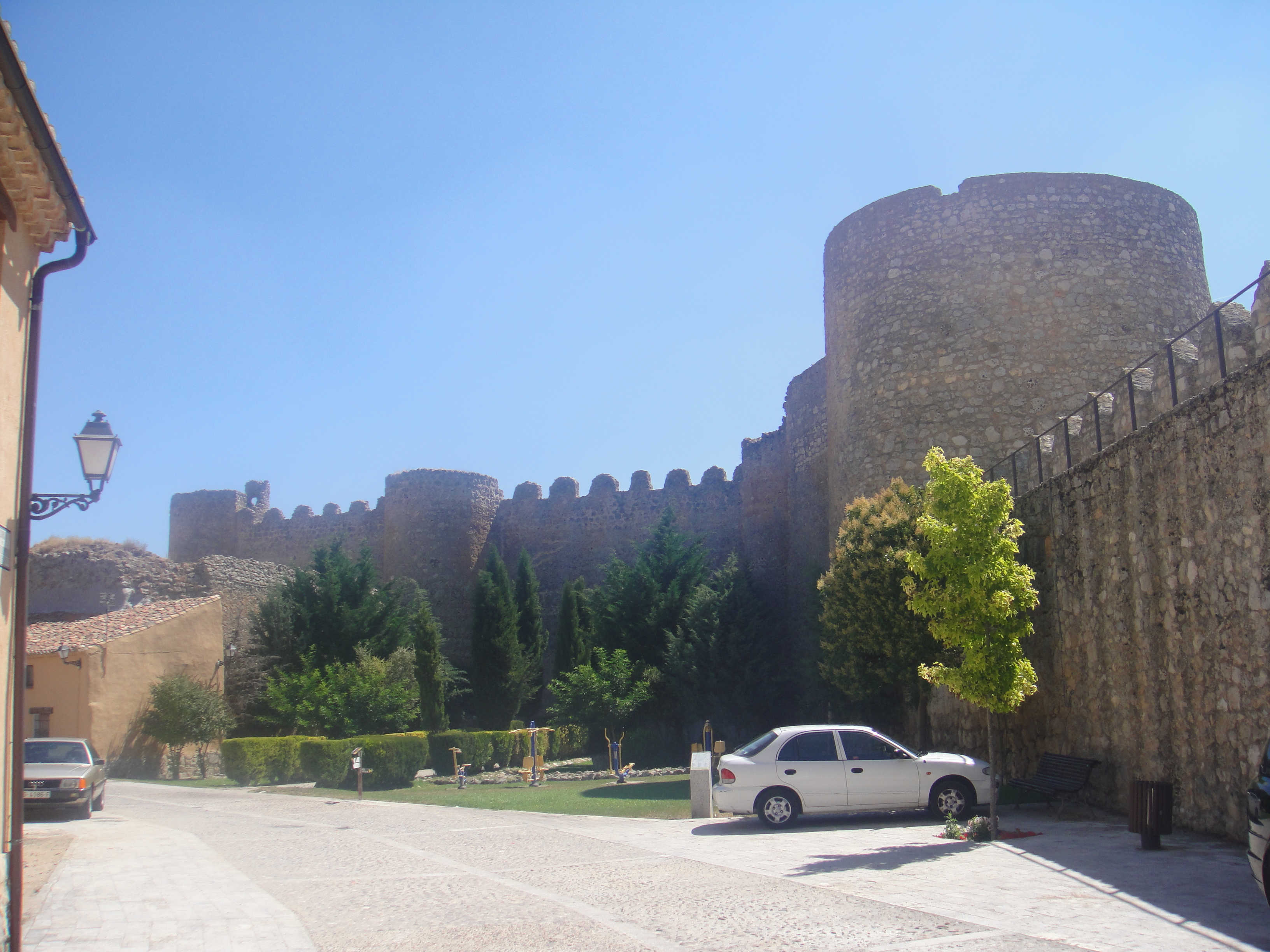
Imagen de la muralla desde el interior de la ciudad.
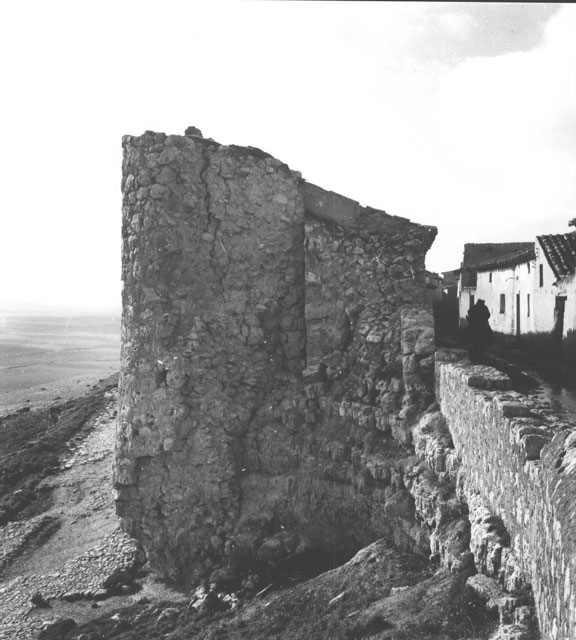
Imagen antigua de la muralla.
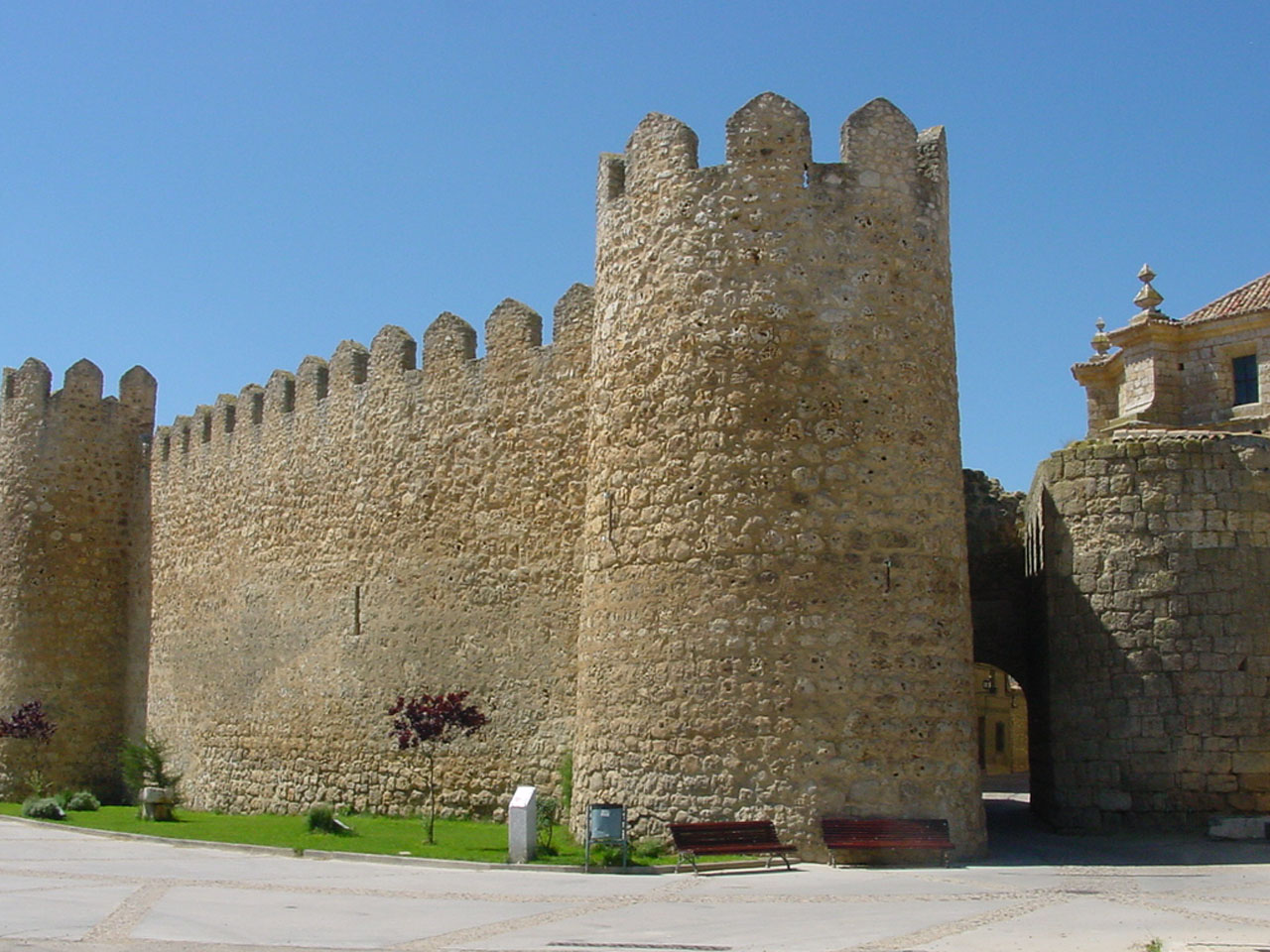
Muralla por el lado norte. A la derecha, la Puerta del Azogue.
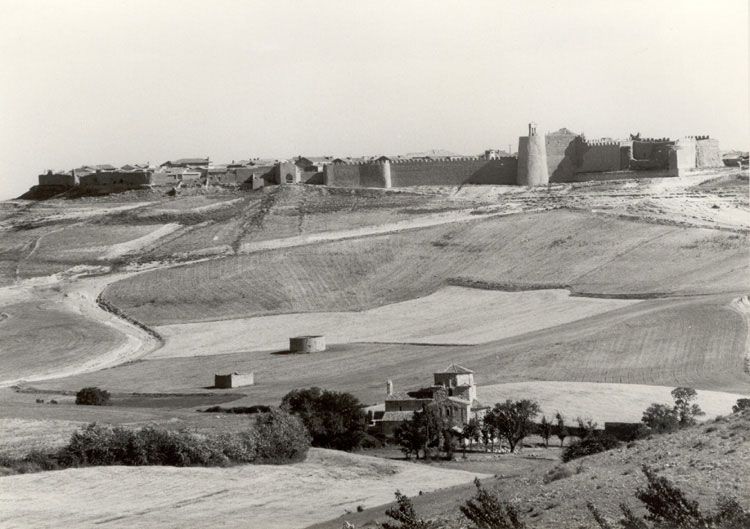
Foto antigua de la muralla y el castillo de Urueña. En primer término está la ermita de La Anunciada.
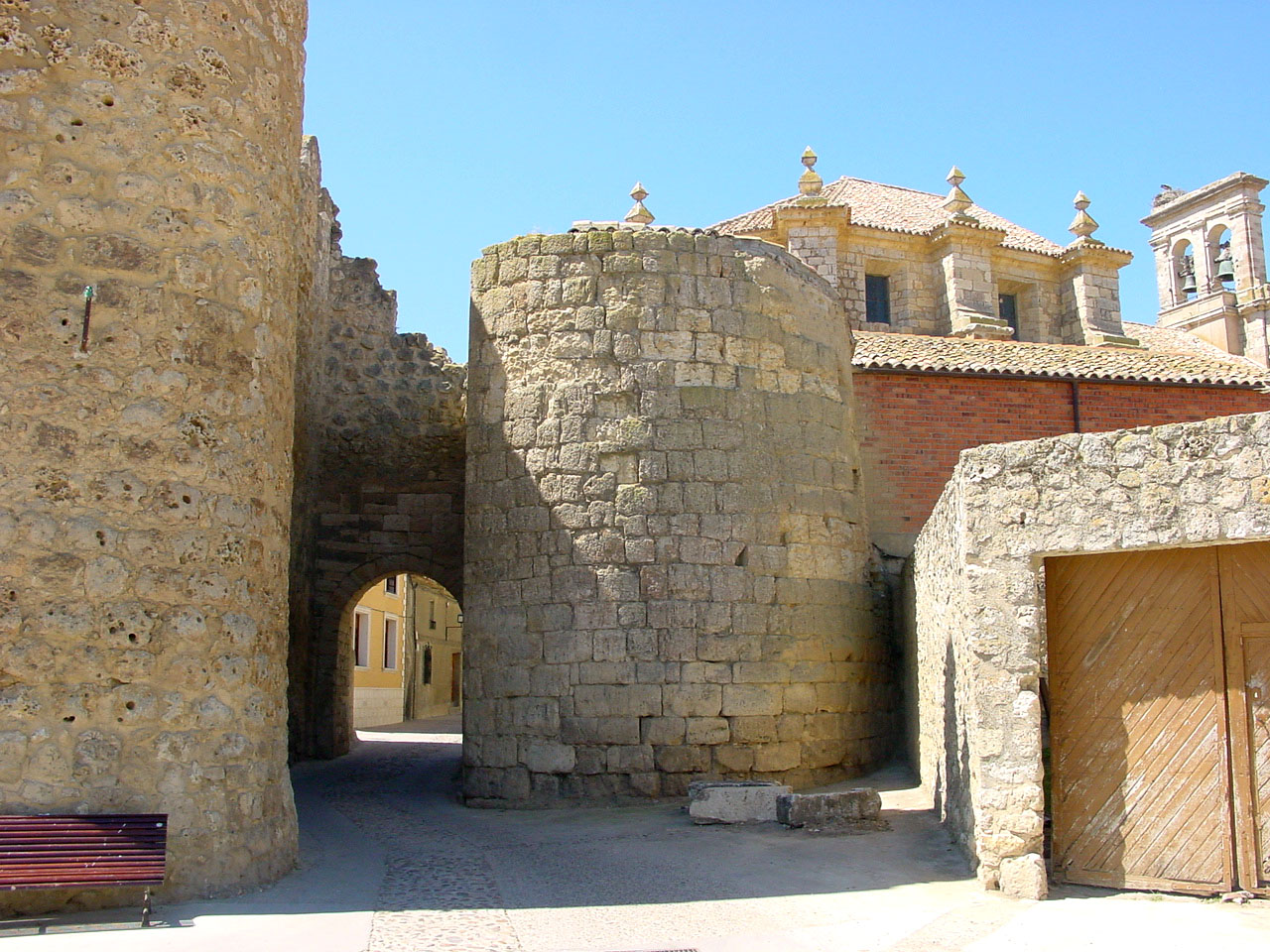
Arco del Azogue en la muralla.
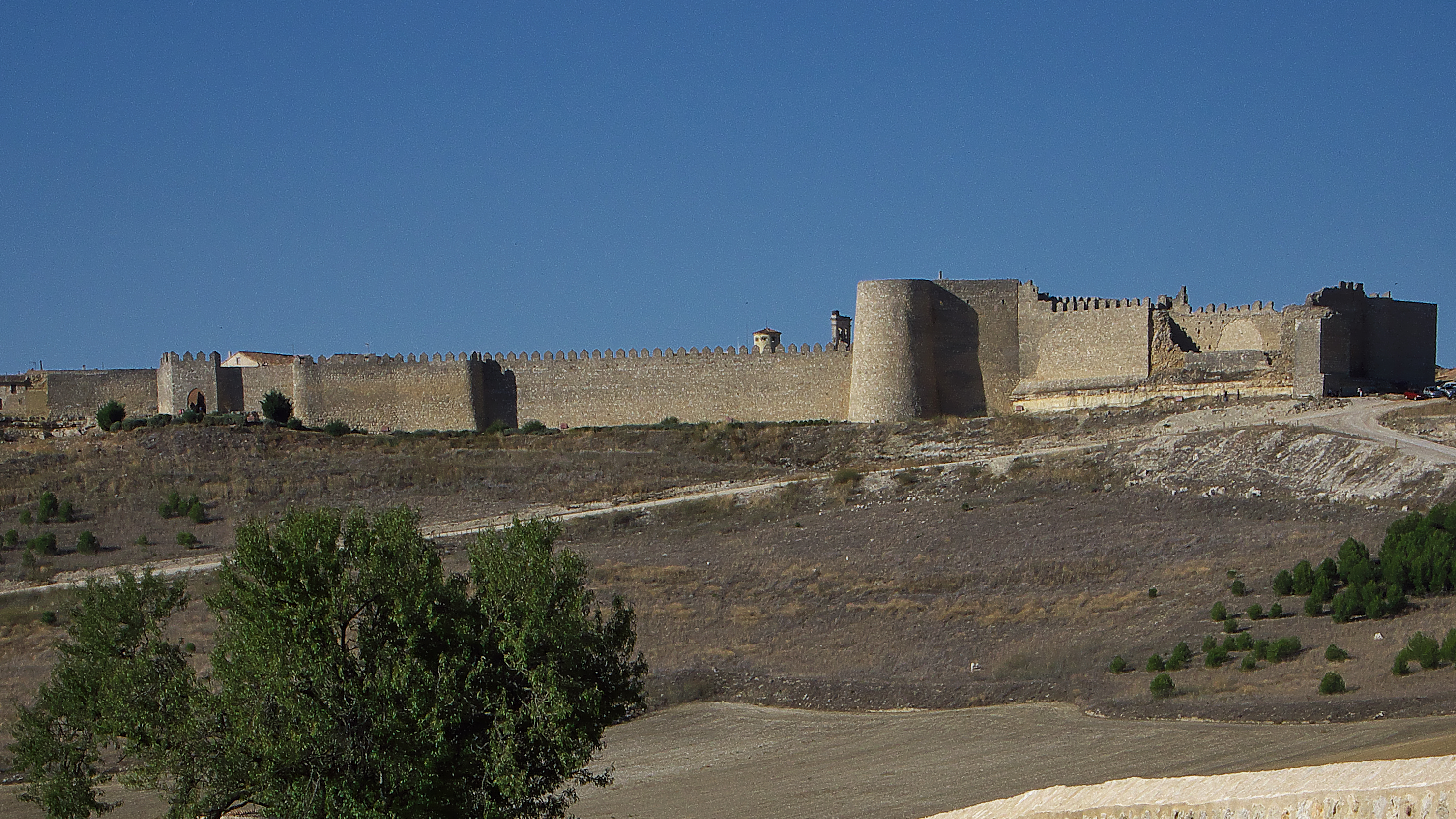
Imagen de la muralla en 2009.
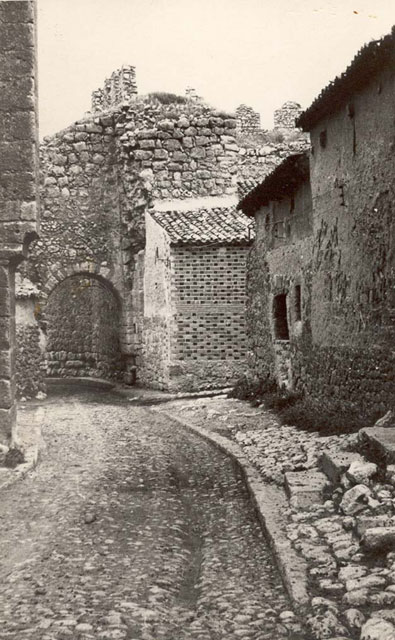
Puerta del Azogue
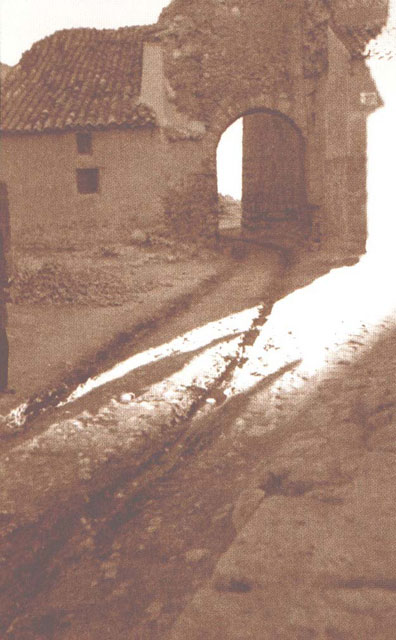
Puerta del Azogue
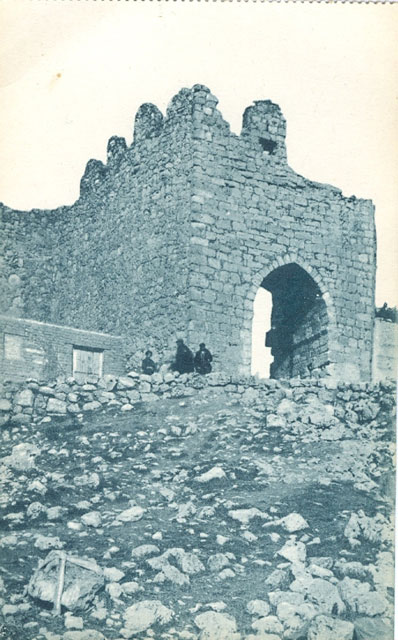
Puerta de la Villa
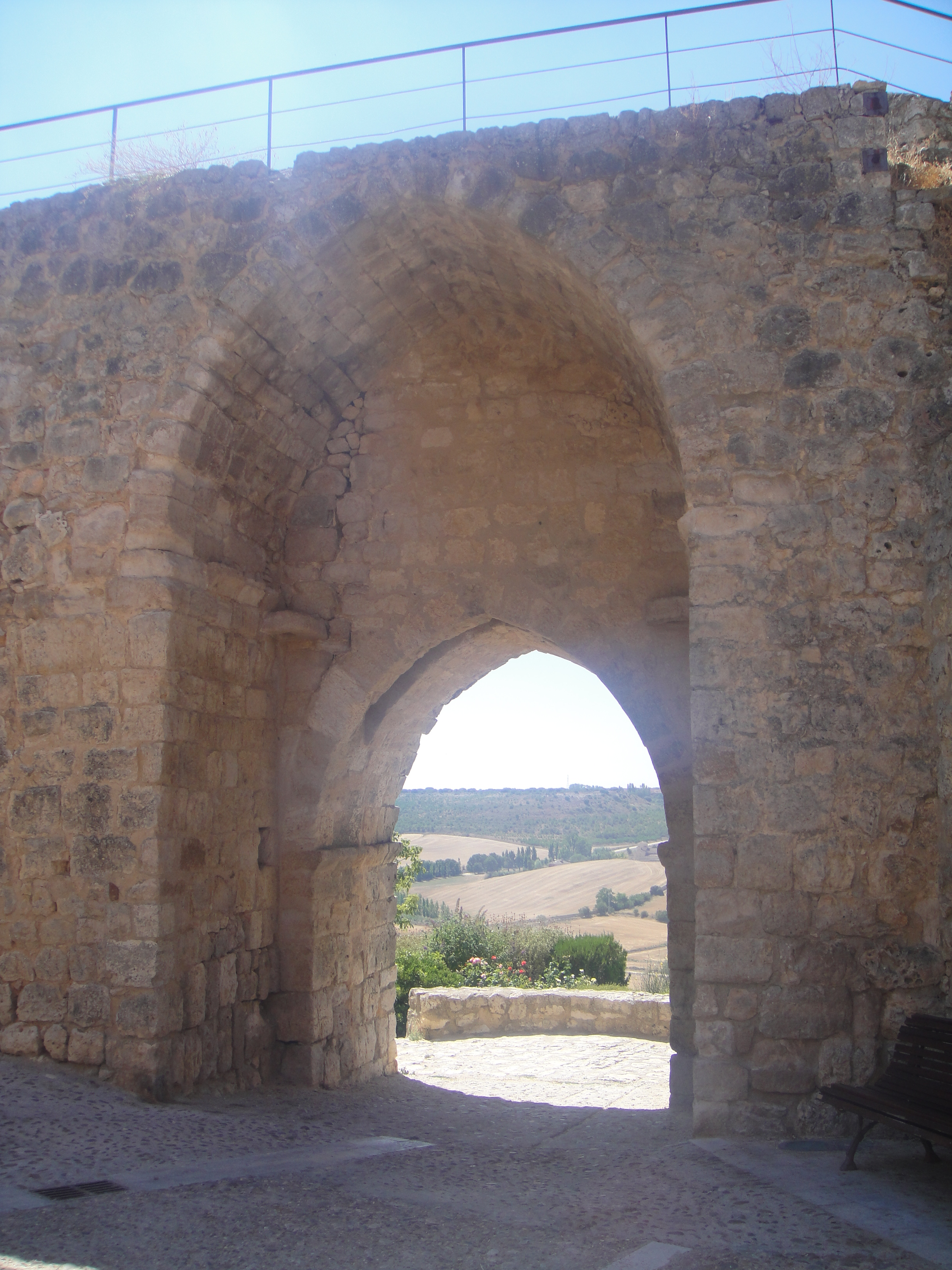
Puerta de la Villa
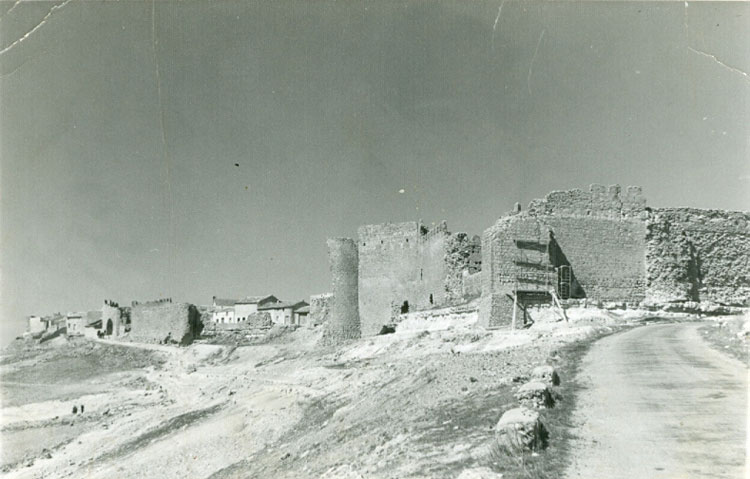
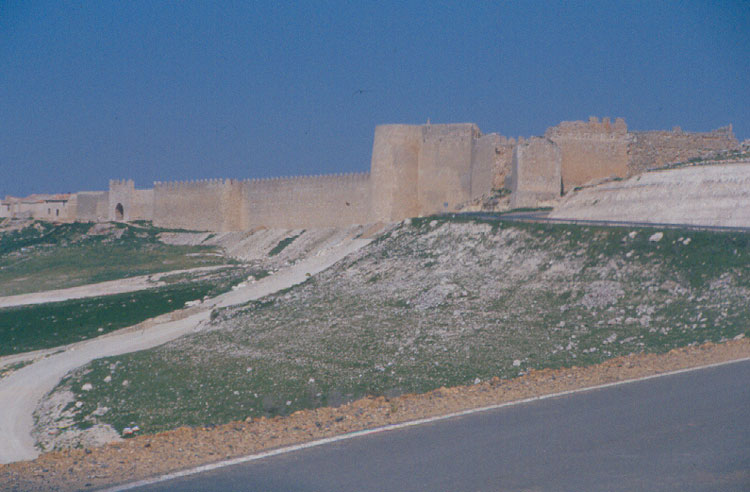
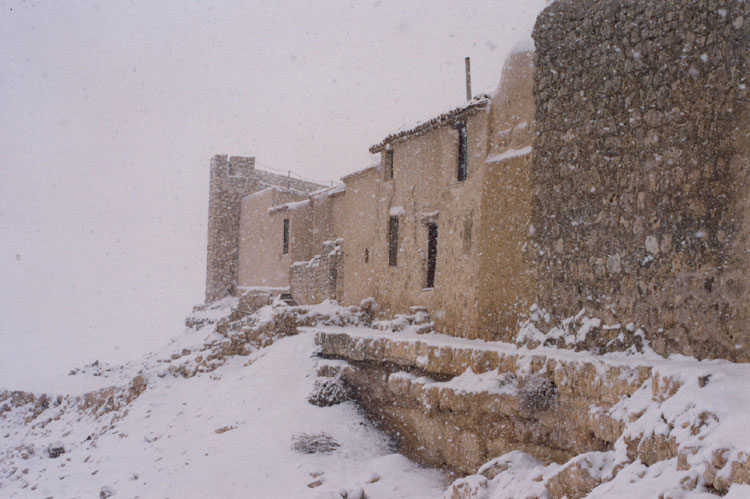
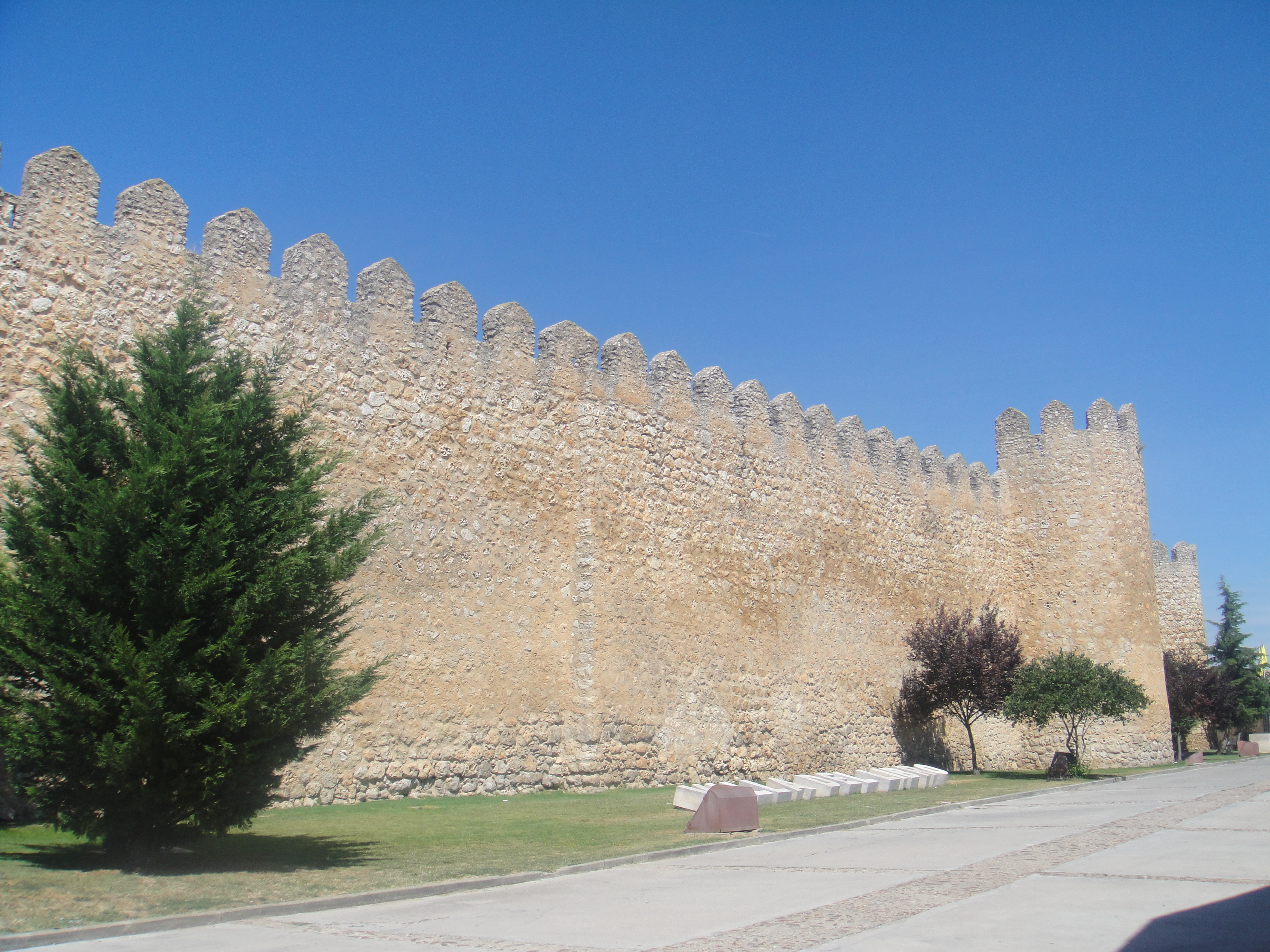